# Múscul transvers profund del perineu
El múscul transvers profund del perineu (musculus transversus perinei profundus) és un múscul parell de la capa profunda del perineu humà, present tant en homes com en dones.
Presenta la mateixa inserció que el múscul transvers superficial del perineu. Té l'origen en l'isqui i discorre en direcció medial -en les dones creua per darrere de la vagina-, fins a instal·lar-se en una rafe tendinosa amb les fibres del múscul del costat oposat. Està separat del transvers superficial per una fulla aponeuròtica superior i separada de l'elevador de l'anus per un fulla aponeuròtica inferior.
És un dels components principals del diafragma urogenital i està innervat per la branca perineal del nervi púdic. La seva funció és assistir a l'esfínter de la uretra a controlar la micció i, potser, té una acció constrictora de la vagina. Actua també com un suport de fixació del nucli –el tendó central– del perineu; també té una funció de suport del sòl pelvià, en l'expulsió del semen en els homes i per eliminar les últimes gotes d'orina en ambdós sexes.

## Imatges

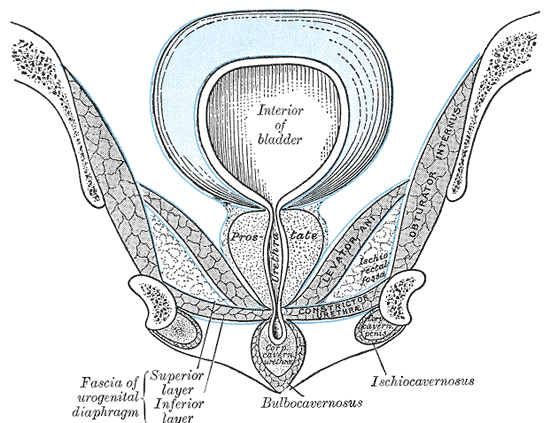
Secció anterior de la pelvis, a través de l'arc púbic.
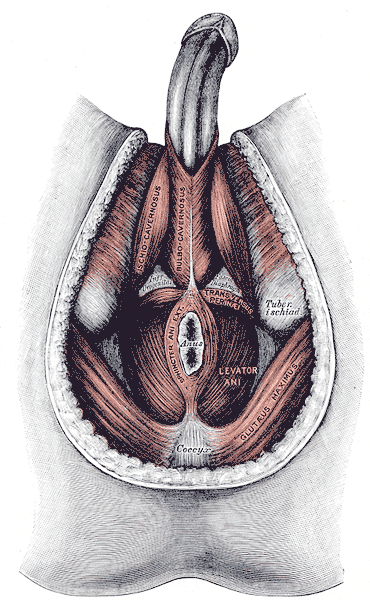
Músculs del perineu masculí.
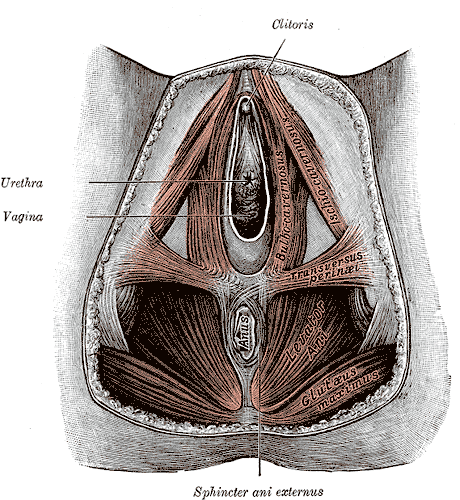
Músculs del perineu femení.
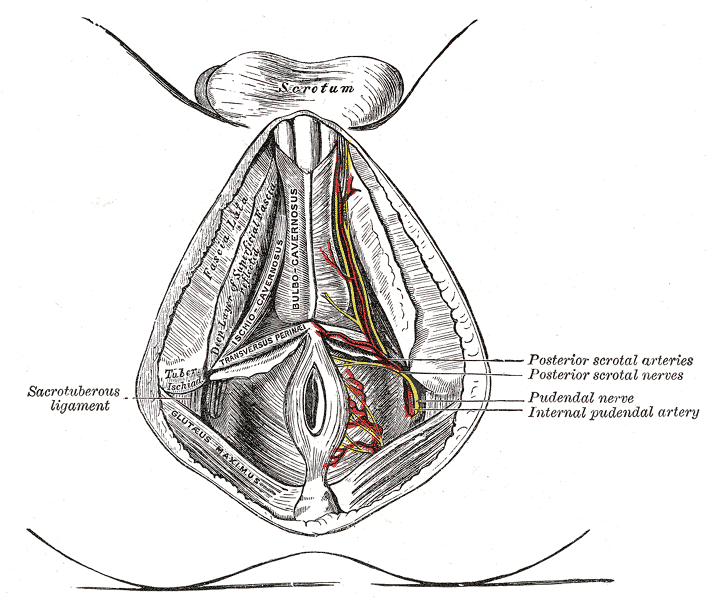
Branques superficials de l'artèria púdica interna.